# Ruta 9 (Paraguay)
Die Ruta 9, offiziell Ruta Nacional N° 9 „Dr. Carlos Antonio López“, auch Ruta Transchaco genannt, ist eine Fernstraße in Paraguay. Sie bildet eine Nord-Süd-Verbindung im Westen des Landes. Die Straße führt von der Hauptstadt Asunción bis an die Grenze zu Bolivien und ist mit einer Länge von 835 km die längste Fernstraße des Landes.

## Straßenbeschreibung
Die Straße beginnt im Norden der Hauptstadt Asuncion an der Ruta 3. Sie überquert den Río Paraguay auf einer großen Brücke, danach folgt fast sofort der dünn besiedelte Gran Chaco, eine heiße Savanne, die durch die Straße erschlossen wird. Sie führt durch dünn besiedeltes Gebiet mit relativ wenigen Siedlungen und ist die einzige asphaltierte Straße durch den Nordwesten von Paraguay. In Pozo Colorado wird die Ruta 5 gekreuzt, die einzige andere große asphaltierte Straße im Westen von Paraguay. Die Gegend ist sehr flach und teilweise bewaldet. Die Straße endet an der Grenze zu Bolivien, wo sie in die bolivianische Ruta 11 übergeht. Dort erreicht man nach gut 100 km als erste größere Siedlung die Stadt Villamontes.
An drei Stellen wird für die Straße eine Maut erhoben:
- bei km 20: Puente Remanso
- bei km 49: Cerrito
- bei km 270: Pozo Colorado

## Geschichte
Die Ruta 9 ist ein strategischer Verkehrsweg von Paraguay. Das Gebiet, das sie durchzieht, ist eines der am dünnsten besiedelten Südamerikas, mit oft weniger als einem Einwohner pro Quadratkilometer. Die nördlichen 130 Kilometer waren im Jahr 2013 noch nicht asphaltiert. Der Durchgangsverkehr nach Bolivien führt über eine nicht nummerierte Straße im Westen.
Am 19. August 1978 wurde nördlich der Hauptstadt die Puente Remanso über den Río Paraguay eröffnet; dies ist in Asunción die einzige Brücke über den Fluss.

## Weblinks

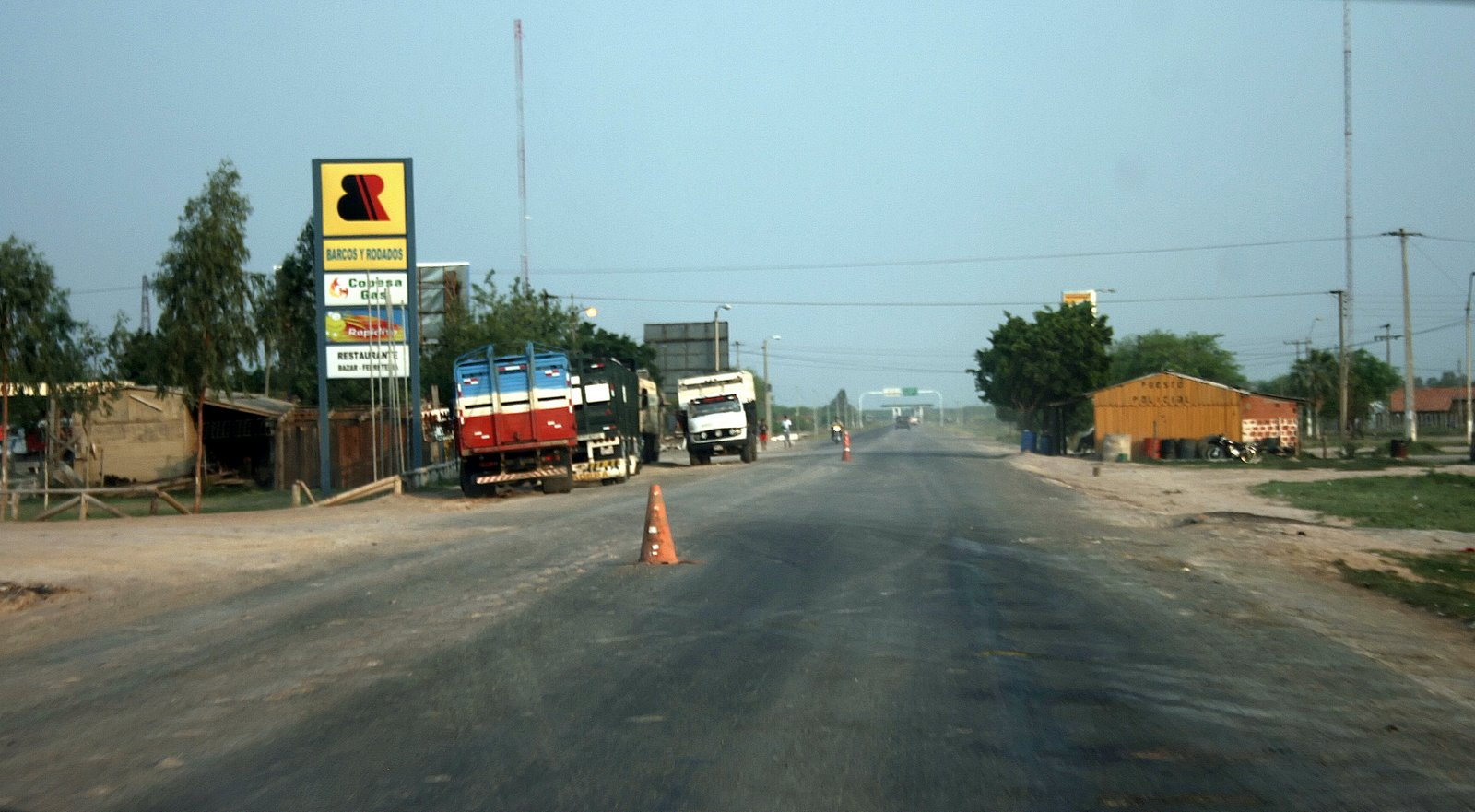
Ruta 9 bei Pozo Colorado, hinten die Mautstelle